# Handebol nos Jogos Pan-Americanos de 2003
No handebol nos Jogos Pan-americanos de 2003, Brasil sagrou-se campeão em ambas categorias, masculina e feminina. Em ambas, a final foi contra a Argentina. o Uruguai levou o bronze feminino e os Estados Unidos o masculino.
O torneio foi realizado entre 2 e 11 de agosto e as equipes vencedoras dos torneios masculino e feminino classificaram-se diretamente para os Torneios Olímpicos de Handebol de 2004. 

## Torneio masculino

### Grupo A
| Time           | P | V | E | D | GP  | GC  | SG  | Pts. |
| -------------- | - | - | - | - | --- | --- | --- | ---- |
| Argentina      | 3 | 3 | 0 | 0 | 119 | 50  | +69 | 6    |
| Estados Unidos | 3 | 2 | 0 | 1 | 75  | 74  | +1  | 4    |
| México         | 3 | 1 | 0 | 2 | 70  | 90  | -20 | 2    |
| Porto Rico     | 3 | 0 | 0 | 3 | 59  | 109 | -50 | 0    |

| 02/08/2003 13:30 | Argentina      | 46–15     | México                                            | São Domingos, República Dominicana |
| 02/08/2003 13:30 | G. Viscovich 9 | (19−9)    | Abrego, Aguilera, Hernandez, Mendoza, Rodriguez 2 | São Domingos, República Dominicana |
| 02/08/2003 13:30 | 2× 0×          | Relatório | 2× 3× 0×                                          | São Domingos, República Dominicana |

| 02/08/2003 18:45 | Porto Rico          | 24–31     | Estados Unidos | São Domingos, República Dominicana |
| 02/08/2003 18:45 | Cepeda, Gutiérrez 5 | (7−17)    | Hines 12       | São Domingos, República Dominicana |
| 02/08/2003 18:45 | 2× 0×               | Relatório | 8× 3× 1×       | São Domingos, República Dominicana |

| 03/08/2003 15:15 | Porto Rico                | 19–33     | México                  | São Domingos, República Dominicana |
| 03/08/2003 15:15 | Garcia, Robles, Santana 3 | (8−14)    | Alcan, Mendoza, Noyol 8 | São Domingos, República Dominicana |
| 03/08/2003 15:15 | 7× 3× 0×                  | Relatório | 8× 2× 0×                | São Domingos, República Dominicana |

| 03/08/2003 18:45 | Estados Unidos | 19–28     | Argentina  | São Domingos, República Dominicana |
| 03/08/2003 18:45 | Hines 6        | (11−14)   | Kogovsek 9 | São Domingos, República Dominicana |
| 03/08/2003 18:45 | 5× 3× 1×       | Relatório | 3× 2×      | São Domingos, República Dominicana |

| 05/08/2003 17:00 | México                        | 22–25     | Estados Unidos | São Domingos, República Dominicana |
| 05/08/2003 17:00 | Hernandez, Noyol, Rodriguez 4 | (9−13)    | El Gammal 9    | São Domingos, República Dominicana |
| 05/08/2003 17:00 | 6× 2× 0×                      | Relatório | 7× 3× 0×       | São Domingos, República Dominicana |

| 05/08/2003 20:30 | Argentina | 45–16     | Porto Rico            | São Domingos, República Dominicana |
| 05/08/2003 20:30 | Cruz 11   | (23−8)    | Gutiérrez, Santiago 3 | São Domingos, República Dominicana |
| 05/08/2003 20:30 | 2× 3× 0×  | Relatório | 4× 3× 0×              | São Domingos, República Dominicana |

### Grupo B
| Time            | P | V | E | D | GP  | GC | SG  | Pts. |
| --------------- | - | - | - | - | --- | -- | --- | ---- |
| Brasil          | 3 | 3 | 0 | 0 | 105 | 47 | +58 | 6    |
| Uruguai         | 3 | 2 | 0 | 1 | 73  | 86 | -13 | 4    |
| Rep. Dominicana | 3 | 1 | 0 | 2 | 66  | 89 | -23 | 2    |
| Chile           | 3 | 0 | 0 | 3 | 63  | 85 | -22 | 0    |

| 02/08/2003 15:15 | República Dominicana | 16–35     | Brasil   | São Domingos, República Dominicana |
| 02/08/2003 15:15 | K. de León 4         | (7-21)    | Barros 8 | São Domingos, República Dominicana |
| 02/08/2003 15:15 | 4× 3× 0×             | Relatório | 3× 0×    | São Domingos, República Dominicana |

| 02/08/2003 20:30 | Uruguai           | 26–25     | Chile        | São Domingos, República Dominicana |
| 02/08/2003 20:30 | Correa, Viacava 7 | (10−13)   | Feuchtmann 8 | São Domingos, República Dominicana |
| 02/08/2003 20:30 | 10× 3× 2×         | Relatório | 14× 3× 2×    | São Domingos, República Dominicana |

| 03/08/2003 17:00 | República Dominicana | 25–30     | Uruguai  | São Domingos, República Dominicana |
| 03/08/2003 17:00 | K. de León 6         | (13–18)   | Correa 6 | São Domingos, República Dominicana |
| 03/08/2003 17:00 | 5× 3× 0×             | Relatório | 6× 3× 0× | São Domingos, República Dominicana |

| 03/08/2003 20:30 | Chile            | 14–34     | Brasil   | São Domingos, República Dominicana |
| 03/08/2003 20:30 | Lopez, Trelles 5 | (7−14)    | Canaza 7 | São Domingos, República Dominicana |
| 03/08/2003 20:30 | 5× 4× 1×         | Relatório | 4× 0×    | São Domingos, República Dominicana |

| 05/08/2003 15:15 | República Dominicana | 25–24     | Chile        | São Domingos, República Dominicana |
| 05/08/2003 15:15 | K. de León 7         | (12−14)   | Feuchtmann 9 | São Domingos, República Dominicana |
| 05/08/2003 15:15 | 6× 3× 0×             | Relatório | 6× 3× 0×     | São Domingos, República Dominicana |

| 05/08/2003 18:45 | Brasil   | 36–17     | Uruguai   | São Domingos, República Dominicana |
| 05/08/2003 18:45 | Barros 8 | (21−9)    | Viacava 5 | São Domingos, República Dominicana |
| 05/08/2003 18:45 | 3× 1×    | Relatório | 6× 3× 2×  | São Domingos, República Dominicana |

## Semi-finais
| 07/08/2023 19:00 | Argentina  | 36–17     | Uruguai  | São Domingos, República Dominicana |
| 07/08/2023 19:00 | Kogovsek 9 | (17−9)    | Correa 5 | São Domingos, República Dominicana |
| 07/08/2023 19:00 | 2× 3× 0×   | Relatório | 1× 3× 0× | São Domingos, República Dominicana |

| 07/08/2003 21:00 | Brasil       | 34–20     | Estados Unidos | São Domingos, República Dominicana |
| 07/08/2003 21:00 | Nascimento 8 | (16−12)   | Dunn 5         | São Domingos, República Dominicana |
| 07/08/2003 21:00 | 3× 2× 0×     | Relatório | 9× 3× 0×       | São Domingos, República Dominicana |

## Disputa do bronze
| 11/08/2003 10:00 | Uruguai   | 23–25     | Estados Unidos  | São Domingos, República Dominicana |
| 11/08/2003 10:00 | Viacava 7 | (11−14)   | J. Fitzgerald 5 | São Domingos, República Dominicana |
| 11/08/2003 10:00 | 3× 4× 1×  | Relatório | 9× 3× 1×        | São Domingos, República Dominicana |

## Disputa do ouro
| 11/08/2003 12:00 | Brasil   | 31–30 prorrogação | Argentina | São Domingos, República Dominicana Árbitros: Baum, Góralczyk |
| 11/08/2003 12:00 | Souza 7  | (12–16)           | Gull 8    | São Domingos, República Dominicana Árbitros: Baum, Góralczyk |
| 11/08/2003 12:00 | 9× 5× 1× | Relatório         | 8× 3× 1×  | São Domingos, República Dominicana Árbitros: Baum, Góralczyk |

## Classificação Final
|   | Brasil          |
|   | Argentina       |
|   | Estados Unidos  |
| 4 | Uruguai         |
| 5 | Chile           |
| 6 | Porto Rico      |
| 7 | Rep. Dominicana |
| 8 | México          |

|  | equipe qualificada para os Jogos Olímpicos de Verão de 2004 |

## Torneio feminino

### Fase preliminar
| Time            | P | V | E | D | GP  | GC  | SG   | Pts. |
| --------------- | - | - | - | - | --- | --- | ---- | ---- |
| Brasil          | 5 | 5 | 0 | 0 | 200 | 68  | +132 | 10   |
| Argentina       | 5 | 3 | 1 | 1 | 126 | 113 | +13  | 7    |
| Estados Unidos  | 5 | 3 | 0 | 2 | 109 | 123 | -14  | 6    |
| Uruguai         | 5 | 2 | 1 | 2 | 137 | 125 | +12  | 5    |
| Rep. Dominicana | 5 | 1 | 0 | 4 | 91  | 163 | -72  | 2    |
| México          | 5 | 0 | 0 | 5 | 90  | 161 | -71  | 0    |

| 02/08/2003 09:00 | Brasil     | 36–13     | Estados Unidos | São Domingos, República Dominicana |
| 02/08/2003 09:00 | Pinheiro 9 | (15−5)    | Eagen 4        | São Domingos, República Dominicana |
| 02/08/2003 09:00 | 0× 3× 0×   | Relatório | 9× 3× 0×       | São Domingos, República Dominicana |

| 02/08/2003 10:45 | Argentina | 32–21     | México      | São Domingos, República Dominicana |
| 02/08/2003 10:45 | Seif 9    | (15−4)    | Gutiérrez 5 | São Domingos, República Dominicana |
| 02/08/2003 10:45 | 6× 2× 0×  | Relatório | 4× 3× 0×    | São Domingos, República Dominicana |

| 02/08/2003 12:30 | República Dominicana | 23–35     | Uruguai   | São Domingos, República Dominicana |
| 02/08/2003 12:30 | Hernández 8          | (10-15)   | Uriarte 9 | São Domingos, República Dominicana |
| 02/08/2003 12:30 | 5× 3× 1×             | Relatório | 4× 2× 0×  | São Domingos, República Dominicana |

| 03/08/2003 09:00 | Estados Unidos | 19–25     | Argentina | São Domingos, República Dominicana |
| 03/08/2003 09:00 | Batar 6        | (12−11)   | Seif 7    | São Domingos, República Dominicana |
| 03/08/2003 09:00 | 5× 3× 0×       | Relatório | 5× 3× 1×  | São Domingos, República Dominicana |

| 03/08/2003 10:45 | República Dominicana | 6–48      | Brasil   | São Domingos, República Dominicana |
| 03/08/2003 10:45 | Hernández, Rosa 3    | (0−26)    | Coppi 9  | São Domingos, República Dominicana |
| 03/08/2003 10:45 | 8× 2× 0×             | Relatório | 2× 3× 0× | São Domingos, República Dominicana |

| 03/08/2003 12:30 | México   | 19–37     | Uruguai      | São Domingos, República Dominicana |
| 03/08/2003 12:30 | Lara 4   | (7−19)    | Estefanell 6 | São Domingos, República Dominicana |
| 03/08/2003 12:30 | 4× 3× 0× | Relatório | 2× 0×        | São Domingos, República Dominicana |

| 04/08/2003 17:00 | México   | 10–46     | Brasil      | São Domingos, República Dominicana |
| 04/08/2003 17:00 | Serna 4  | (4-21)    | Mesquita 10 | São Domingos, República Dominicana |
| 04/08/2003 17:00 | 0× 3× 0× | Relatório | 2× 3× 0×    | São Domingos, República Dominicana |

| 04/08/2003 18:45 | Uruguai                  | 23–23     | Argentina       | São Domingos, República Dominicana |
| 04/08/2003 18:45 | Castro, Griot, Uriarte 5 | (13-8)    | Melillo, Seif 5 | São Domingos, República Dominicana |
| 04/08/2003 18:45 | 5× 4× 0×                 | Relatório | 7× 4× 0×        | São Domingos, República Dominicana |

| 04/08/2003 20:30 | República Dominicana | 23–30     | Estados Unidos | São Domingos, República Dominicana |
| 04/08/2003 20:30 | Hernández 9          | (13–16)   | Batar 8        | São Domingos, República Dominicana |
| 04/08/2003 20:30 | 9× 4× 1×             | Relatório | 6× 3× 1×       | São Domingos, República Dominicana |

| 06/08/2003 09:00 | Argentina | 28–16     | República Dominicana | São Domingos, República Dominicana |
| 06/08/2003 09:00 | Am 5      | (17−9)    | Peña 5               | São Domingos, República Dominicana |
| 06/08/2003 09:00 | 6× 3× 0×  | Relatório | 8× 3× 1×             | São Domingos, República Dominicana |

| 06/08/2003 10:45 | Brasil     | 36-21     | Uruguai | São Domingos, República Dominicana |
| 06/08/2003 10:45 | A. Silva 9 | (22−6)    | Griot 5 | São Domingos, República Dominicana |
| 06/08/2003 10:45 | 6× 4× 0×   | Relatório | 3× 0×   | São Domingos, República Dominicana |

| 06/08/2003 12:30 | México      | 18–23     | Estados Unidos | São Domingos, República Dominicana |
| 06/08/2003 12:30 | Esquivel 10 | (10−14)   | Martin 6       | São Domingos, República Dominicana |
| 06/08/2003 12:30 | 4× 3× 0×    | Relatório | 6× 3× 0×       | São Domingos, República Dominicana |

| 07/08/2003 09:00 | República Dominicana | 23–22     | México     | São Domingos, República Dominicana |
| 07/08/2003 09:00 | Rosa 7               | (11−10)   | Esquivel 6 | São Domingos, República Dominicana |
| 07/08/2003 09:00 | 6× 3× 0×             | Relatório | 4× 2× 0×   | São Domingos, República Dominicana |

| 07/08/2003 10:45 | Uruguai      | 21–24     | Estados Unidos        | São Domingos, República Dominicana |
| 07/08/2003 10:45 | Estefanell 6 | (12-10)   | Batar,Eagen, Martin 8 | São Domingos, República Dominicana |
| 07/08/2003 10:45 | 1× 3× 0×     | Relatório | 2× 3× 0×              | São Domingos, República Dominicana |

| 07/08/2003 12:30 | Brasil     | 34–18     | Argentina | São Domingos, República Dominicana |
| 07/08/2003 12:30 | A. Silva 7 | (14−10)   | Ferrera 4 | São Domingos, República Dominicana |
| 07/08/2003 12:30 | 2× 3× 0×   | Relatório | 3× 0×     | São Domingos, República Dominicana |

## Semi-finais
| 09/08/2023 10:00 | Brasil       | 46–14     | Uruguai                    | São Domingos, República Dominicana |
| 09/08/2023 10:00 | Nascimento 9 | (23−7)    | Castro, Fleitas, Uriarte 5 | São Domingos, República Dominicana |
| 09/08/2023 10:00 | 2× 3× 0×     | Relatório | 1× 2× 0×                   | São Domingos, República Dominicana |

| 09/08/2003 12:00 | Argentina | 29–26 prorrogação | Estados Unidos | São Domingos, República Dominicana |
| 09/08/2003 12:00 | Seif 10   | (11−12)           | Batar 11       | São Domingos, República Dominicana |
| 09/08/2003 12:00 | 4× 3× 1×  | Relatório         | 4× 0×          | São Domingos, República Dominicana |

## Disputa do quinto lugar
| 11/08/2003 15:00 | República Dominicana | 25–20     | México                 | São Domingos, República Dominicana |
| 11/08/2003 15:00 | Sosa 6               | (8−10)    | Garduño, Jaime, Zarate | São Domingos, República Dominicana |
| 11/08/2003 15:00 | 11× 2× 0×            | Relatório | 5× 3× 0×               | São Domingos, República Dominicana |

## Disputa do bronze
| 12/08/2003 10:00 | Uruguai   | 35–21     | Estados Unidos | São Domingos, República Dominicana |
| 12/08/2003 10:00 | Castro 10 | (16−10)   | Batar 5        | São Domingos, República Dominicana |
| 12/08/2003 10:00 | 3× 0×     | Relatório | 3× 0×          | São Domingos, República Dominicana |

## Disputa do ouro
| 12/08/2003 12:00 | Brasil                 | 40–15     | Argentina   | São Domingos, República Dominicana |
| 12/08/2003 12:00 | Nascimento, A. Silva 7 | (20−6)    | Visciglia 4 | São Domingos, República Dominicana |
| 12/08/2003 12:00 | 4× 2× 0×               | Relatório | 5× 2× 0×    | São Domingos, República Dominicana |

## Classificação Final
|   | Brasil          |
|   | Argentina       |
|   | Uruguai         |
| 4 | Estados Unidos  |
| 5 | Rep. Dominicana |
| 6 | México          |

|  | equipe qualificada para os Jogos Olímpicos de Verão de 2004 |